# GBU-27 Paveway III
El GBU-27 Paveway III (Unidad de Bomba Guiada) es un bomba guiada por láser con capacidades antibunker, es una GBU-24 Paveway III (con el cuerpo de una BLU-109) ha sido rediseñada para ser utilizada por el bombardero sigiloso F-117 Nighthawk. Los pilotos que volaron en Irak durante la Primera Guerra de Golfo la apodaron el "Martillo", debido a su considerable poder destructivo y radio de explosión.

## Historia de combate
La GBU-27 fue utilizada en Operación Tormenta del Desierto. Fue la arma  utilizada el 13 de febrero de 1991, ataque al refugio de Amiriyah, el cual resultó en las muertes de más de 400 civiles iraquíes. Sea también utilizado en una serie de ataques en las sedes empresariales de Muthanna durante febrero de 1991.
Durante la invasión de Irak de 2003, la Fuerza de Aérea de los EE. UU. usó 98 EGBU-27s en objetivos iraquíes.
La primera venta extranjera de la GBU-27 fue la adquisición por Israel de 500 unidades equipadas con la cabeza penetrante BLU-109, fue autorizada en septiembre de 2004. La entrega de estas bombas de precisión fue acelerada tras la petición de Israel en julio de 2006, aunque el tipo exacto de munición no fue especificado. Oficiales de Fuerzas de Defensa israelíes declaran que otras municiones guiadas fueron usadas durante para atacar instalaciones de Hezbollah durante la Guerra del Líbano de 2006.
Aun así, armas antibunker tipo la GBU-27 podrían ser usadas, según fuentes militares israelíes, en Irán o posiblemente Siria.
En 2011 la RAF del Reino Unido ha también adquirió GBU-27 para su uso en Libia.